# Perilestes minor
Perilestes minor är en trollsländeart som beskrevs av Williamson och Will. 1924. Perilestes minor ingår i släktet Perilestes och familjen Perilestidae. Inga underarter finns listade i Catalogue of Life.